# Heldentaten und Ansichten des Doktor Faustroll

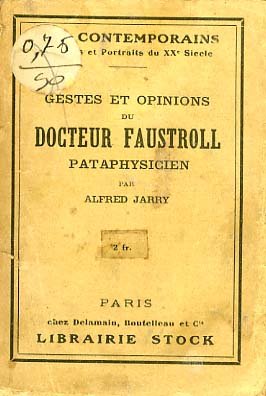
Vorderseite der ersten Gesamtausgabe der Gestes et opinions du Docteur Faustroll 1911

Heldentaten und Ansichten des Doktor Faustroll, Pataphysiker (französischer Originaltitel: Gestes et opinions du docteur Faustroll, pataphysicien) ist ein von der Lust am Irrwitz und Paradoxon geprägter neowissenschaftlicher Roman des französischen Schriftstellers und Bohemien Alfred Jarry (1873–1907), der zwischen 1898 und 1903 in verschiedenen literarischen Periodika fragmentarisch erschienen ist. Die erste Gesamtausgabe wurde erst 1911, vier Jahre nach dem frühen Tod des Autors, veröffentlicht.
Der Roman, der in der französischen Pléiade-Ausgabe gerade 96 Seiten umfasst, gliedert sich in acht Bücher mit fortlaufender Kapitelzählung. Die insgesamt 41 Textabschnitte sind dabei oftmals nicht länger als eine Seite, sind mehr Skizze oder Erzählminiatur.
Das Werk schildert die abenteuerliche Reise des ’Pataphysikers Dr. Faustroll in seinem Boot As zu Wasser von Paris nach Paris in Begleitung des
Gerichtsvollziehers Panmuffel, der an vielen Stellen als Erzähler oder Augenzeuge fungiert, und des Pavians Backenbuckel.

## Personen
Wie in seinen übrigen Werken zeichnen sich auch in „Heldentaten und Ansichten des Dr. Faustroll“ Jarrys Figuren durch eine ins Typenhafte gesteigerte Entpsychologisierung und Entpersonalisierung aus. Sie lassen sich durch einen geringen Satz an Merkmalen erschöpfend charakterisieren, ihr Handeln ist von Irrationalität und Akausalität geprägt, sie sind wandlungs- und lernunfähig.

### Doktor Faustroll, ’Pataphysiker
Doktor Faustroll ist der Titelheld des Romans und gilt seinen Anhängern als Begründer der ’Pataphysik. Im zweiten Kapitel des Buches (Von Gewohnheiten und Maßen des Doktor Faustroll) wird berichtet, dass der Doktor 1898, als das XX. Jahrhundert −2 Jahre alt war, in Tscherkessien 63-jährig geboren wurde, in einem Alter also, welches er sein Leben lang beibehielt. Von Statur ist er ein Mann von durchschnittlicher Größe, das heißt, um ganz wahrheitsgetreu zu sein von 8 * 1010 + 109 + 4 * 108 + 5 * 106 Atom-Durchmessern.

### Panmuffel
René-Isidor Panmuphle [in der deutschen Übersetzung Panmuffel] begleitet Dr. Faustroll auf seiner abenteuerlichen Reise. Von Beruf Gerichtsvollzieher im Außendienst, wird er im Verlauf der „Handlung“ selbst zum Erzähler (gemacht) und fungiert dabei als Stellvertreter des unwissenden, wissenschaftlich ungebildeten Zuhörers. Aus seiner Welt der Regeln und Protokolle gerissen, avanciert er ungefragt zum Ruderer des Bootes, auf dem sich die Reisegesellschaft befindet.

### Backenbuckel
Backenbuckel, im Original Bosse-de-Nage, ist der hundsköpfige Pavian Faustrolls, mit dessen Anwesenheit sich die Crew des Bootes vervollständigt. Backenbuckels Funktion im Roman besteht vor allem darin, alle bedeutenden Ereignisse im Text auf die immer gleiche Weise zu kommentieren; indem er die beiden einzigen Worte hinzufügt, die er im Französischen zu sprechen in der Lage ist: Ha und Ha.
Besonders witzig ist dies in der Konsequenz der Umsetzung:
- HAHA, sagte Backenbuckel, aber diesmal fügte er dem nichts hinzu.
- HAHA sagte Backenbuckel, darauf hüllte er sich in hartnäckiges Schweigen.
- HAHA sagte er zusammenfassend und er verlor sich nicht in ausführlicheren Betrachtungen.

Dem HAHA ist ein eigenes Kapitel gewidmet (Kapitel 29: Von einigen sinnfälligeren Bedeutungen des Wortes HAHA), in welchem es auf eine Identitätsproblematik übertragen wird. HAHA hat im Französischen die Angewohnheit zu AA zu werden, in Jarrys Definition eine Tautologie, wobei A ungleich A ist, aber A entspricht. Da dieser Zweiheit die dritte Dimension fehlt, so Jarry weiter, war Backenbuckel demzufolge „für die Fortschrittsidee, die das Bild der Spirale in sich trägt, unzugänglich.“
Bosse-de-Nage versteht sich auch als eine Persiflierung des von Jarry ungeliebten belgischen Schriftstellers Christian Beck, dessen Schriftstellerpseudonym Bossi lautete.

### 27 Quintessenzen
Mit an Bord der As befinden sich neben den drei Figuren außerdem die 27 Quintessenzen der 27 Bücher aus dem Besitz Faustrolls – gleichsam das wichtigste aus knapp 2.700 Jahren Literatur – inklusive des 28. Buches, welches das unvollendete Manuskript der ’Pataphysik, von Faustroll verfasst, selbst ist, das Panmuffel im Laufe der Handlung liest. Zu den 27 Werken zählen das Lukasevangelium ebenso wie Homers Odyssee. Aus Tausend und einer Nacht reist das Auge Prinz Kalenders III. mit, das ihm seiner Zeit vom Schwanz des fliegenden Pferdes ausgestochen wurde, aus Jules Vernes Reise zum Mittelpunkt der Erde zweieinhalb Meilen Erdrinde und aus  Ubu Roi, dem grotesk-komischen Drama Jarrys, dessen Uraufführung 1896 zu einem der berühmtesten Skandale der französischen Theatergeschichte geworden war, der fünfte Buchstabe des ersten Wortes des ersten Aktes (das „r“ in dem deformierten Vulgarismus „Merdre“).
Die 27 Bücher stellen eine Art literarisches Pluriversum des Textes dar. Zitate, Begebenheiten und Namen werden aus ihnen nach Belieben im Faustroll destilliert, extrahiert und weiterverwertet. Derart lauthals intertextuell fällt es dem Leser dennoch schwer, diesen Literaturkosmos im Text wieder zu entschlüsseln: zu vielfältig, zu umfassend ist die verhandelte und verwandelte Literatur.

## Inhalt
Den Auftakt des Romans bildet der abgedruckte Zahlungsbefehl gemäß Artikel 819 der Zivilprozessordnung inklusive amtlichem Stempel des Gerichtsvollziehers Panmuffel, der die Pfändung von Faustrolls Eigentum wegen Mietschulden festlegt.
Es folgt der Beginn der Reise Faustrolls mit der Verwandlung seines Bettes in ein Sieb, das zugleich Boot und damit Vehikel ist.
Die imaginären Inselwelten, auf die der Reisetrupp Kapitel für Kapitel stößt, entstammen literarischen Fiktionen anderer Autoren, Künstler (z. B. Paul Gauguin) und Musiker, die zuweilen als Könige der Eilande in Erscheinung treten.
Die Reise gleicht damit einer literarischen Irrfahrt durch präsurrealistische Kopf- und Traumwelten. Auch auf sprachlicher Ebene fällt es mitunter schwer, Sinnzusammenhänge festzuhalten. Das Vorbild des antiken, reisenden Irrfahrers Odysseus ist freilich omnipräsent.
Am Ende wird die As durch Selbstdemontage (Faustroll selbst zerstört sein Schiff und damit sich) untergehen, seine Insassen samt Quintessenzen und Ideenwelt dem Ertrinken preisgegeben (7. Buch, Kapitel 36). Was folgt, sind telepathische Briefe Faustrolls aus seinem neuen Seinszustand, die mit dem Kapitel „Von der Oberfläche Gottes“ (Kapitel 41) und der Berechnung Gottes, dem klassischen philosophischen Gottesbeweis, der hier mathematisch geführt wird, enden.
Ein 1899 angefügter Anhang schließt mit „nutzbringenden Erläuterungen zum sachgemäßen Bau einer Maschine zur Erforschung der Zeit“.
Bei-, vor- und übergeordnet wird diesem Hauptteil (Kapitel 11–36) die Theorie der ’Pataphysik im zweiten Buch (Kapitel 8–9). Nachgeordnet folgen der Reise Überlegungen und Berechnungen, die zum Teil auf Exzerpte mathematisch-wissenschaftlicher Traktate der Zeit zurückgehen, so Kapitel 37 „Vom Metermass, von der Uhr und von der Stimmgabel“ oder Kapitel 38 „Von der Sonne als kaltem Körper“. Die Reise im Mittelteil wird somit von fiktionalisierter Wissenschaft fest umklammert.

## Gründungsdokument der ’Pataphysik

### Allgemeines
Ihren Anhängern gilt der Roman – hier weniger die Heldentaten als vielmehr die Ansichten Dr. Faustrolls – als Gründungsdokument der „’Pataphysik“, der Wissenschaft von den imaginären Lösungen. Trotz seiner grotesken und zum Teil surrealistischen Züge zeichnet sich der Text durch seine innere geschlossene Logik aus. Er ist einer imaginierten Logik unterworfen und damit gleichsam in Prosa verfasste ’Pataphysik, Beleg für die Vereinbarkeit des Unvereinbaren.
Im achten Kapitel des zweiten Buches findet sich sodann der Definitionssatz der ’Pataphysik des Dr. Faustroll:
Ein Epiphänomen ist das, was zu einem Phänomen hinzu kommt. Die Pataphysik, […] deren wirkliche Orthographie ’Pataphysik, mit vorausgehendem Apostroph, lauten muss, um ein billiges Wortspiel zu vermeiden, ist die Wissenschaft von dem, was zur Metaphysik hinzu kommt, sei es innerhalb derselben, sei es außerhalb derselben, und die sich genau so weit über diese erhebt, wie jene über die Physik. E.c.: da das Epiphänomen oft akzidentiell ist, soll die ’Pataphysik vor allem die Wissenschaft vom Speziellen sein, wenn man auch behauptet, es könne nur eine Wissenschaft des Allgemeinen geben. Sie soll die Gesetze untersuchen, durch die die Ausnahmen bestimmt werden und soll das über das unsere hinaus bestehende Universum erklären; oder bescheidener, sie soll ein Universum beschreiben, das man sehen kann und das man vielleicht statt des Überkommenen sehen sollte, weil die Gesetze des überkommenen Universums, die man entdeckt zu haben glaubt, Wechselbeziehungen zwischen Ausnahmen, wenn auch ziemlich häufigen, darstellen, auf jeden Fall aber zwischen akzidentiellen Fakten, die nicht einmal den Reiz der Einmaligkeit besitzen, weil sie sich auf wenig außergewöhnliche Ausnahmen beschränken.
Kurz: Die ’Pataphysik ist die Wissenschaft imaginärer Lösungen, die den Grundmustern die Eigenschaften der Objekte, wie sie durch ihre Wirkung beschrieben werden, symbolisch zuordnet.
Weiter heißt es im selben Kapitel:
Die gegenwärtige Wissenschaft stützt sich auf das Prinzip der Induktion: die meisten Menschen haben ein Phänomen oft genug einem anderen vorausgehen oder nachfolgen sehen, und schon schließen sie daraus, dass es immer so sein muss. Nun trifft dies aber nur meistens zu, hängt vom Standpunkt ab und unterliegt dem Gesetz der Bequemlichkeit – und dennoch! Sollte man nicht statt das Gesetz des freien Falls der Körper auf einen Mittelpunkt hin zu formulieren, vielmehr die These vom Aufsteigen der Leere zu einer Peripherie hin vorziehen, indem man die Leere als Einheit der Nicht-Dichte betrachtet, eine Hypothese, die viel weniger willkürlich ist als die Festlegung auf die konkrete, positive Dichte-Einheit Wasser?[…] Warum behauptet jeder, die Form einer Uhr sei rund, was offensichtlich falsch ist, weil sie im Profil ein rechteckiges, schmales, zu drei Vierteln elliptisches Bild bietet, und warum, zum Teufel, nimmt man ihre Form erst in dem Augenblick wahr, in dem man die Tageszeit abliest?

Leitmotiv im Doktor Faustroll: die von ihrem Ursprung unendlich nach außen strebende Spirale

### Die Spirale als Leitmotiv
Die Spirale, die schon in  Ubu Roi von entscheidender Bedeutung war, ist auch in dem neowissenschaftlichen Roman das gliedernde Strukturprinzip des Gesamtwerkes. Sie ist das Leitmotiv der jeweiligen Abschnitte und als Metapher der ’Pataphysik selbst im Text ständig präsent. So ist Faustroll seinerseits spiralförmig in eine zweifarbige und mit spiralförmig fahrenden Zügen bedruckte Tapete, in der er jeden Morgen badet, gewickelt. Nach seinem Ertrinken durch Gerichtsmediziner ausgerollt, entfaltet er in seinem metaphysischen Zustand sein Wissen in immer weiteren Kreisen nach außen, bis er schließlich zur Beantwortung der Gretchenfrage gelangt.
Gestellt wurde diese Frage freilich bereits im 14. Kapitel (Vom Liebeswald). Hier fragt ein braungebrannter, mit einem buntscheckigen Kittel bekleideter Mann mitten in einer kleinen dreieckigen Stadt Faustroll, dessen Namensverwandtschaft mit dem Helden Goethes ebenso offensichtlich wie bezeichnend ist: „Sind Sie Christ?“ „Wie M. Arouet, M. Renan und M. Charbonnel“ erklärt Panmuffel. „‚Ich bin Gott‘, sagte Faust-roll. „HAHA“ sagte Backenbuckel, ohne weiteren Kommentar.“

### Von der Oberfläche Gottes
Faustroll weiß: Gott ist nicht tot, aber er ist mathematisch berechenbar. In einer ausführlichen Gleichung weist er nach, dass Gott der tangierende Punkt zwischen Null und Betrag von Unendlich und seiner Struktur nach ein doppeltes Dreieck in der Äthernitas ist.

Graphische Darstellung der Oberfläche Gottes nach der Berechnung Doktor Faustrolls

Er stellt umfangreiche Berechnungen an und kommt zu dem Schluss:

„DIEU EST LE POINT TANGENT DE ZÉRO ET DE L’INFINI.“

und:

„La Pataphysique est la science…“

Mit diesem unvollendeten Satz schließt der Roman, der somit bewusst Fragment bleibt. „Die ’Pataphysik ist die Wissenschaft …“ Es obliegt dem aufmerksamen Leser diesen Satz selbstständig zu beenden oder es nicht zu tun. Die ’Pataphysik ist die Wissenschaft …, die die Auflösung jeder Realität in Möglichkeit bedeutet. Sie macht deutlich, dass imaginär alles möglich ist, was vorstellbar ist.
Aber welchen Sinn als diese Einsicht birgt der Roman weiterhin? Was ist die Moral von der Geschichte? Jarry bleibt die Antwort schuldig und lässt offen, ob die „Heldentaten und Ansichten des Doktor Faustroll, ’Pataphysiker“ Parodie als Selbstzweck, Provokation, Denkanstoß, perpetuierter Scherz oder alles in einem sind.

## Werktitel
Der Werktitel „Heldentaten und Ansichten des Doktor Faustroll“ kann als Anspielungen auf den Werktitel Leben und Ansichten von Tristram Shandy, Gentleman, auf Goethes Werk Faust. Eine Tragödie. und die diesem zugrunde liegende Person Johann Georg Faust und auf das skandinavische Fabelwesen Troll empfunden werden.